# Racing Club de Strasbourg 1983-1984
Questa voce raccoglie le informazioni riguardanti il Racing Club de Strasbourg nelle competizioni ufficiali della stagione 1983-1984.

## Organigramma societario
Area direttiva
- Presidente: André Bord
- Vice presidente: Gérard Schmaltz

Area organizzativa
- Segretario generale: Jean-Michel Colin

Area tecnica
- Allenatore: Jürgen Sundermann

Area sanitaria
- Medico sociale: Dany Eberhardt

## Maglie e sponsor
Lo sponsor tecnico per la stagione 1983-1984 è Adidas, mentre lo sponsor ufficiale è Hitachi.
| Manica sinistra · Manica sinistra · Maglietta · Maglietta · Manica destra · Manica destra · Pantaloncini · Calzettoni · Calzettoni | Manica sinistra · Manica sinistra · Maglietta · Maglietta · Manica destra · Manica destra · Pantaloncini · Calzettoni · Calzettoni |  |

## Statistiche

### Andamento in campionato
| Giornata  | 1  | 2  | 3  | 4  | 5 | 6  | 7  | 8 | 9 | 10 | 11 | 12 | 13 | 14 | 15 | 16 | 17 | 18 | 19 | 20 | 21 | 22 | 23 | 24 | 25 | 26 | 27 | 28 | 29 | 30 | 31 | 32 | 33 | 34 | 35 | 36 | 37 | 38 |
| --------- | -- | -- | -- | -- | - | -- | -- | - | - | -- | -- | -- | -- | -- | -- | -- | -- | -- | -- | -- | -- | -- | -- | -- | -- | -- | -- | -- | -- | -- | -- | -- | -- | -- | -- | -- | -- | -- |
| Luogo     | C  | T  | C  | T  | C | T  | C  | C | T | C  | T  | C  | T  | C  | T  | C  | T  | C  | T  | C  | T  | C  | T  | C  | T  | T  | C  | T  | C  | T  | C  | T  | C  | T  | C  | T  | C  | T  |
| Risultato | N  | N  | N  | N  | V | P  | N  | V | N | P  | N  | V  | V  | V  | V  | V  | P  | N  | P  | N  | P  | N  | V  | N  | P  | N  | N  | P  | N  | N  | V  | N  | N  | V  | P  | P  | V  | P  |
| Posizione | 14 | 10 | 12 | 11 | 8 | 11 | 10 | 6 | 8 | 10 | 10 | 7  | 6  | 6  | 6  | 6  | 6  | 6  | 6  | 7  | 7  | 7  | 7  | 7  | 7  | 7  | 7  | 7  | 7  | 8  | 7  | 7  | 7  | 7  | 7  | 7  | 8  | 8  |

Fonte:  Classements, su lfp.fr, lfp.fr.
Legenda:

Luogo: C = Casa; T = Trasferta. Risultato: V = Vittoria; N = Pareggio; P = Sconfitta.